# Liste der Biografien/Zee
Liste der Biografien |
Portal Biografien |
Personensuche
# |
A |
B |
C |
D |
E |
F |
G |
H |
I |
J |
K |
L |
M |
N |
O |
P |
Q |
R |
S |
T |
U |
V |
W |
X |
Y |
Z |
?
 
Za |
Zb |
Zc |
Zd |
Ze |
Zf |
Zg |
Zh |
Zi |
Zj |
Zk |
Zl |
Zm |
Zn |
Zo |
Zr |
Zs |
Zu |
Zv |
Zw |
Zy |
Zz
 
Zea |
Zeb |
Zec |
Zed |
Zee |
Zef |
Zeg |
Zeh |
Zei |
Zej |
Zek |
Zel |
Zem |
Zen |
Zeo |
Zep |
Zeq |
Zer |
Zes |
Zet |
Zeu |
Zev |
Zew |
Zey |
Zez
Die Liste der Biografien führt alle Personen auf, die in der deutschsprachigen Wikipedia einen Artikel haben. Dieses ist eine Teilliste mit 62 Einträgen von Personen, deren Namen mit den Buchstaben „Zee“ beginnt.

## Zee
- Zee, Anthony (* 1945), US-amerikanischer Physiker
- Zee, Nanda van der (1951–2014), niederländische Historikerin
- Zee, Ona (* 1954), US-amerikanische Pornodarstellerin, -produzentin und -regisseurinOna Zee (* 1954)

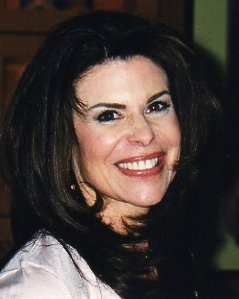
Ona Zee (* 1954)

- Zee, Young, US-amerikanischer Rapper
- Zee, Yuh-tsung (1894–1981), chinesische Diplomatin

### Zeeb
- Zeeb, Enok (1882–1925), grönländischer Landesrat
- Zeeb, Ferdinand (1894–1954), württembergischer Politiker (KPD), MdL Württemberg-Hohenzollern
- Zeeb, Garai (* 1997), deutscher Basketballspieler
- Zeeb, Hajo (* 1963), deutscher Gesundheitswissenschaftler, Epidemiologe und Humanmediziner
- Zeeb, Isak (1863–1932), grönländischer Landesrat
- Zeeb, Maria (1859–1927), deutsche Hebamme
- Zeeb, Peter (1874–1915), grönländischer Katechet und Landesrat
- Zeeb, Rolf (1938–2014), deutscher Unternehmer und Politiker (FDP)
- Zeeb, Rudolf (1959–2023), deutscher politischer Beamter, Staatssekretär des Landes Brandenburg
- Zeeb-Lanz, Andrea (* 1960), deutsche Prähistorikerin
- Zeebe, Heinz (1915–1983), deutscher Dirigent
- Zeebee (* 1965), österreichische Sängerin, Komponistin, Songwriterin und Produzentin
- Zeebra (* 1971), japanischer Hip-Hop-Künstler
- Zeebroek, Axel (* 1978), belgischer Triathlet

### Zeec
- Zeeck, Anna Xiulan (* 1956), deutsche Schriftstellerin
- Zeeck, Axel (* 1939), deutscher Chemiker
- Zeeck, Erich (1932–2021), deutscher Chemiker und Professor an der Universität Oldenburg
- Zeeck, Jennifer (* 1971), deutsche Fußballspielerin

### Zeed
- Zeeden, Ernst Walter (1916–2011), deutscher Historiker und Hochschullehrer
- Zeeden, Walter (1891–1961), deutscher Marinemaler und Illustrator von Seefahrtsliteratur

### Zeef
- Zeefuik, Deyovaisio (* 1998), niederländischer FußballspielerDeyovaisio Zeefuik (* 1998)

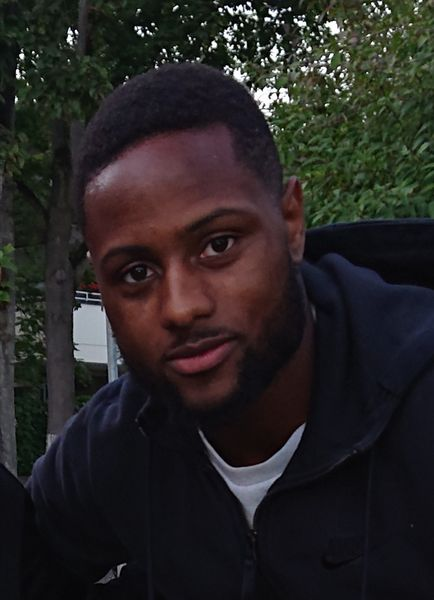
Deyovaisio Zeefuik (* 1998)

- Zeefuik, Género (* 1990), niederländischer Fußballspieler
- Zeefuik, Lequincio (* 2004), niederländischer Fußballspieler

### Zeeg
- Zeegelaar, Marvin (* 1990), niederländischer Fußballspieler
- Zeegelaar, Zachari (* 1989), surinamischer Fußballschiedsrichterassistent

### Zeeh
- Zeeh, Georg Wilhelm (1800–1888), deutscher Gutsbesitzer und Politiker, MdL
- Zeeh, Wilhelm (* 1886), deutscher Radrennfahrer

### Zeel
- Zeeland, Hans van (* 1954), niederländischer Wasserballspieler
- Zeelen, Tim (* 1983), deutscher Politiker (CDU), MdA

### Zeem
- Zeeman, Carling (* 1991), kanadische Ruderin
- Zeeman, Erik Christopher (1925–2016), britischer Mathematiker
- Zeeman, Joren (* 1989), kanadischer Volleyballspieler
- Zeeman, Kelly (* 1993), niederländische Fußballspielerin
- Zeeman, Pieter (1865–1943), niederländischer Physiker, Nobelpreis für Physik 1902Pieter Zeeman (1865–1943)

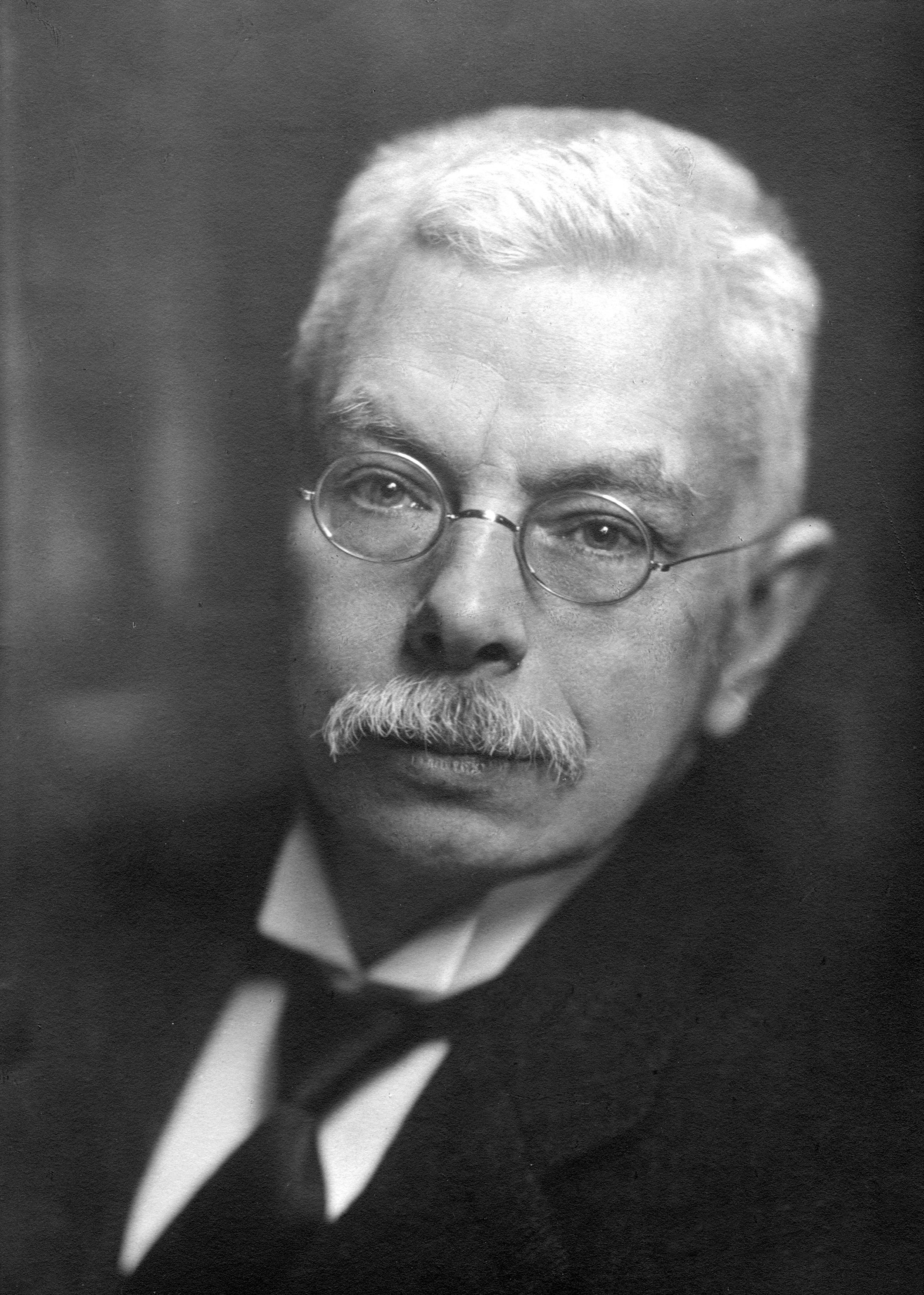
Pieter Zeeman (1865–1943)

- Zeeman, Reinier († 1664), niederländischer Marinemaler und Radierer
- Zeemann, Dorothea (1909–1993), österreichische Schriftstellerin

### Zeep
- Zeepen, Guillijn Peter van der († 1711), Hofmaler in Ostfriesland

### Zeer
- Zeerleder, Alfred von (1890–1976), Schweizer Metallurge und Hochschullehrer, Professor für Leichtmetalle und Elektrometallurgie
- Zeerleder, Bernhard († 1862), Schweizer konservativer Politiker und Mitglied der Patrizierfamilie Zeerleder
- Zeerleder, Karl (1780–1851), Schweizer Politiker
- Zeerleder, Ludwig (1772–1840), Schweizer Bankier und Politiker
- Zeerleder, Niklaus († 1691), Schweizer Theologe
- Zeerleder, Theodor (1820–1868), Schweizer Architekt, Zeichner und Aquarellist
- Zeerleder-Lutz, Margret (1674–1750), Schweizer Pietistin

### Zees
- Zeeshan, Omar (* 1978), pakistanischer Badmintonspieler

### Zeet
- Zeeteah (* 1960), britische Sängerin

### Zeeu
- Zeeuw, Arjan de (* 1970), niederländischer Fußballspieler
- Zeeuw, Chantal de, französische Organistin und Musikpädagogin
- Zeeuw, Demy de (* 1983), niederländischer Fußballspieler
- Zeeuw, Francien de (1922–2015), niederländische Widerstandskämpferin und erste Frau in den niederländischen Streitkräften
- Zeeuw, Joy de (* 2006), niederländische Tennisspielerin
- Zeeuw, Tim de (* 1956), niederländischer Astronom

### Zeev
- Zeevaert, Leonardo (1914–2010), mexikanischer Bauingenieur
- Zeevaert, Sigrid (* 1960), deutsche Kinderbuchautorin
- Zeevalking, Henk (1922–2005), niederländischer Politiker und Mitbegründer der Partei Democraten 66
- Zeevi, Ariel (* 1977), israelischer Judoka

### Zeew
- Ze’ewi, Rechaw’am (1926–2001), israelischer General, Politiker und HistorikerRechaw’am Ze’ewi (1926–2001)

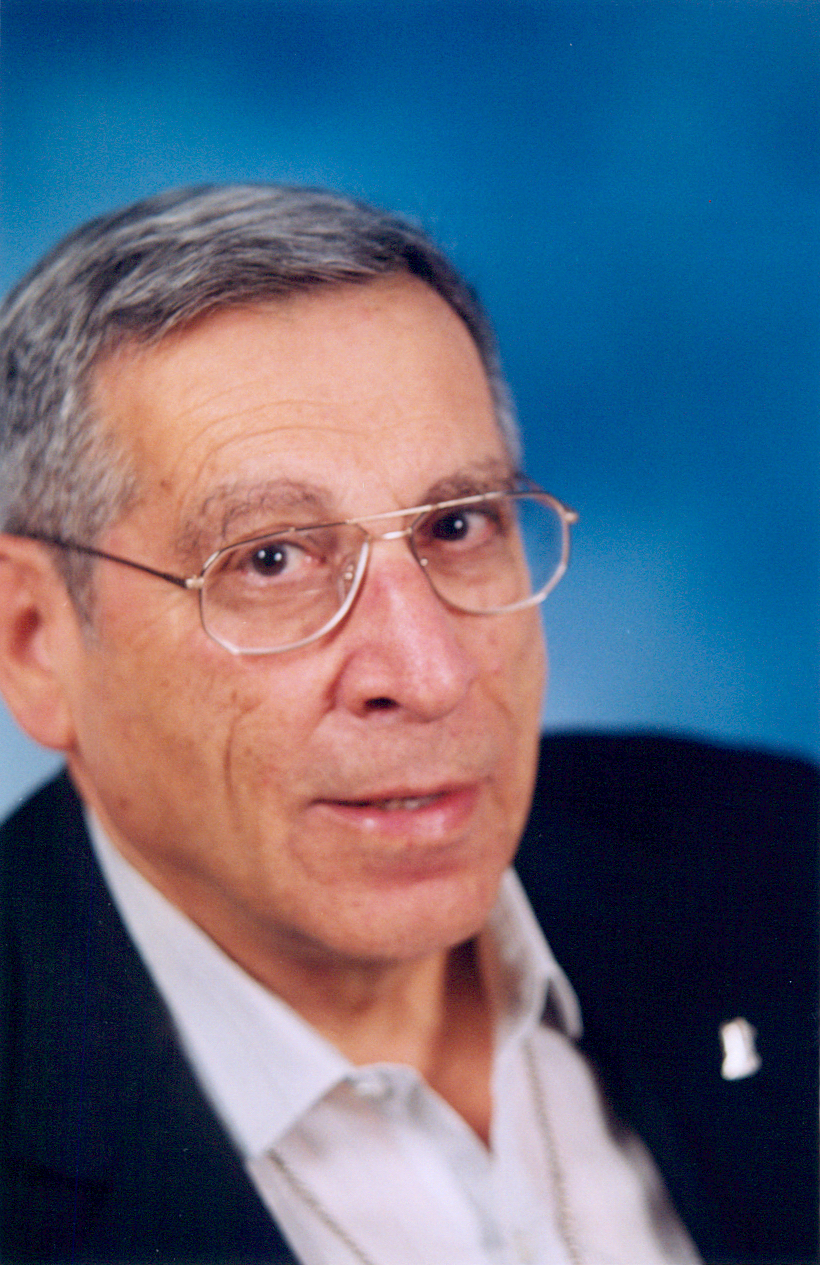
Rechaw’am Ze’ewi (1926–2001)